# Pardes Chana-Karkur

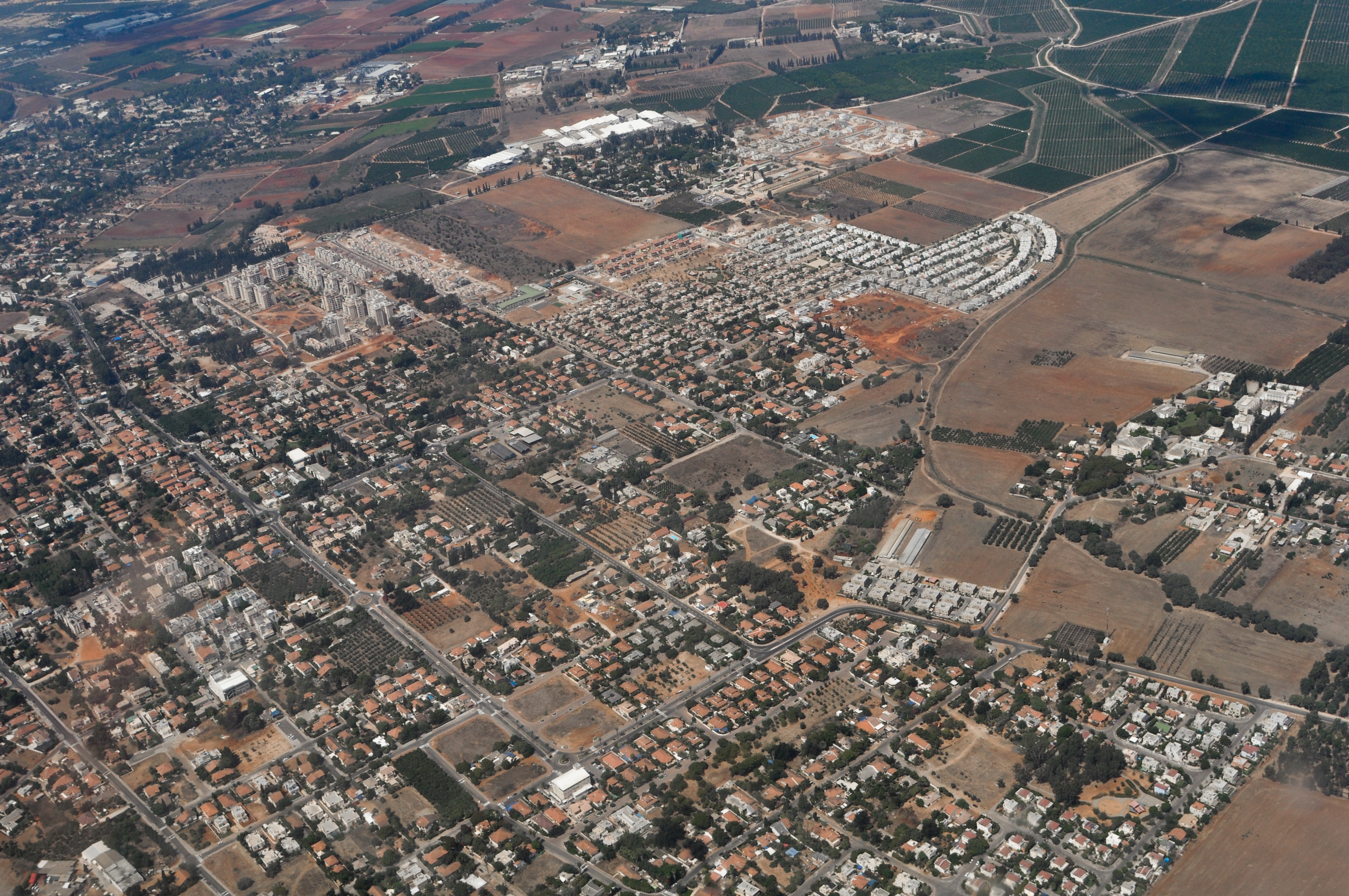
Pardes Channah-Karkur (2013)

Pardes Channah-Karkur (hebräisch פַּרְדֵּס חַנָּה-כַּרְכּוּר Pardes Channah-Karkūr, arabisch برديس حنه كركور, DMG Bardīs Ḥanna Karkūr) ist eine 1969 gegründete Stadt in der Scharonebene in Israel, die aus dem Zusammenschluss Pardes Channahs und Karkurs hervorging. 2008 lag die Einwohnerzahl bei etwa 30.400, und im Jahr 2018 hatte der Ort 43.000 Einwohner.

## Geschichte
Als der Palestine Exploration Fund 1878 seine ersten Karten erstellte, befand sich an dieser Stelle bereits ein arabisches Dorf. Im Jahr 1913 kaufte die Gesellschaft Hachscharat HaJischuv 15 Quadratkilometer Land von Arabern in Dschenin und Haifa. Zwei Jahre später wurde das Land an einen privaten Investor verkauft. Dieser ging allerdings in Konkurs und verkaufte sein Land an den Jüdischen Nationalfonds. Die Londoner Achuza-Gesellschaft hoffte, englische Juden auf dem Land anzusiedeln, was aber nur teilweise gelang. Schließlich taten sich der Jüdische Nationalfonds und die Londoner Achuza-Gesellschaft zusammen und gründeten Karkur.
Pardes Channah (wörtlich „Obstgarten Channahs/Hannahs“, auch „Pardes Channah“) wurde 1929 von der Palestine Jewish Colonisation Association (PICA) gegründet und nach Hannah Rothschild, der Tochter von Baron Mayer de Rothschild, benannt. Nach der Unabhängigkeit Israels wurde der Ort Neveh Efraim von jüdischen Einwanderern aus dem Jemen und aus Neveh ʿOved gegründet, außerdem ließen sich dort viele Juden aus Mumbai, Indien, nieder, darunter auch Juden aus Bahrain, die über Mumbai nach Israel geflohen waren. In den 1950er Jahren wurden die Dörfer Tel Schalom und Neveh Efraim mit Pardes Channah zusammengelegt. Pardes Channah und Karkur wurden 1969 zusammengelegt und bildeten die neue Stadt Pardes Channah-Karkur.

## Demografie
Ende 2019 lebten 43.011 Einwohner in der Stadt. Davon waren lediglich 48 Araber, und über 96 Prozent waren Juden. Knapp 29 Prozent der Bevölkerung waren Kinder unter 15 Jahren.

## Persönlichkeiten
- Doron Gazit (* 1955), Künstler und Umweltaktivist
- Gal Fridman (* 1975), Windsurfer und Olympiasieger
- Tomer Tzarfati (* 2003), Fußballtorhüter